# アリスの恋
『アリスの恋』（アリスのこい、原題: Alice Doesn't Live Here Anymore）は、1974年公開のマーティン・スコセッシ監督のアメリカ映画。日本では1975年に公開（マーティン・スコセッシ作品が初めて日本で公開された作品でもある）。
第47回アカデミー賞でエレン・バースティンが主演女優賞を受賞。第29回英国アカデミー賞では作品賞、主演女優賞（エレン・バースティン）、助演女優賞（ダイアン・ラッド）、脚本賞を受賞。

## ストーリー
娘時代には歌手を目指したアリス（バースティン）も、すでに35歳。粗野な夫に頼りきり、こましゃくれた小学生の息子トミーと平凡な生活を送っている。しかし、夫の事故死をきっかけに、アリスは再び歌手を目指すことを決心し、トミーを連れて故郷モンタレーを目指し旅立った。
オンボロ車での長距離移動ではたちまち金が底をつき、途中の町で職を探すアリス。歌手と名乗ってバーを回るが働き口は見つからない。ようやく雇われたバーで言い寄る男とすぐに懇意になるアリス。だが、この男はドメスティック・バイオレンスで妻をいたぶる危険人物だった。
トミーと共に町から逃げ出し、男に頼る自分の性格を反省するアリス。次に立ち寄った町ではウエイトレスの仕事しか見つからなかった。店の常連で離婚歴のある牧場主デヴィッド（クリストファーソン）はアリスに好意を抱き、息子のトミーにも優しく接してくれた。しかし、男には頼るまいと心に決めたアリスはなかなかデヴィッドと打ち解けられない。

## キャスト
| 役名               | 俳優                       | 日本語吹替 |
| 役名               | 俳優                       | フジテレビ版 |
| ------------------ | -------------------------- | --- |
| アリス・ハイアット | エレン・バースティン       | 藤田弓子 |
| トミー             | アルフレッド・ルッター     | 難波克弘 |
| デヴィッド         | クリス・クリストファーソン | 瑳川哲朗 |
| ドナルド           | ビリー・グリーン・ブッシュ | |
| オードリー         | ジョディ・フォスター       | |
| フロ               | ダイアン・ラッド           | |
| ベン               | ハーヴェイ・カイテル       | |
| ヴェラ             | ヴァレリー・カーティン     | |
| ベア               | レリア・ゴルドーニ         | |
| 不明 その他        |                            | 阿部寿美子 鎗田順吉 鈴木れい子 安原義人 玉川砂記子 柳沢紀男 浜田寸躬子 峰あつ子 星野美樹子 木村有里 小林由利 西村知道 熊谷誠二 中村秀利 笹岡繁蔵 峰恵研 堀絢子 |
|                    |                            | |
| 演出               | 演出                       | 中野寛次 |
| 翻訳               | 翻訳                       | 飯嶋永昭 |
| 効果               | 効果                       | 遠藤堯雄/桜井俊哉 |
| 調整               | 調整                       | 山田太平 |
| 制作               | 制作                       | 東北新社 |
| 解説               |                            | |
| 初回放送           | 初回放送                   | 1979年3月16日 『ゴールデン洋画劇場』 |

## スタッフ
- 監督：マーティン・スコセッシ
- 製作：デヴィッド・サスキンド、オードリー・マース
- 脚本：ロバート・ゲッチェル
- 撮影：ケント・L・ウェイクフォード
- 音楽：リチャード・ラサール